# Auriflama
Auriflama es un municipio brasileño del estado de São Paulo. Se localiza a una latitud 20º41'08" sur y a una longitud 50º33'17" oeste, estando a una altitud de 482 metros. La ciudad tiene una población de 14.202 habitantes (IBGE/2010). La Microrregión de Auriflama tiene 46.367 habitantes (IBGE/2010).
Posee un área de 434 km².

## Geografía

### Demografía
Datos del IBGE - 2010
Población Total: 14.202
- Urbana: 12.948
- Rural: 1.254
- Hombres: 7.102
- Mujeres: 7.100

Densidad demográfica (hab./km²): 32,72
Mortalidad infantil hasta 1 año (por mil): 14,28
Expectativa de vida (años): 72,09
Tasa de fertilidad (hijos por mujer): 1,96
Tasa de Alfabetización: 88,97%
Índice de Desarrollo Humano (IDH-M): 0,787
- IDH-M Salario: 0,734
- IDH-M Longevidad: 0,785
- IDH-M Educación: 0,842

(Fuente: IPEAFecha)

### Hidrografía
- Río Tietê
- Río del Barreiro

### Carreteras
- SP-310 - Carretera Feliciano Salles Cunha
- SP-463 - Carretera Elyeser Montenegro Magalhães

## Religión
El Cristianismo está presente en la ciudad de la siguiente manera:

### Iglesia Católica
La iglesia católica del municipio forma parte de la Diócesis de Jales.

### Iglesia Protestante
En la ciudad están presentes las más diversas creencias evangélicas, principalmente pentecostales, incluidas las Asambleas de Dios de Brasil (la iglesia evangélica más grande del país), Congregación Cristiana, entre otras. Estas denominaciones están creciendo cada vez más en todo Brasil.